# Robert Brinkmann (Kameramann)
Robert Brinkmann (* 20. November 1961 in Braunschweig) ist ein deutscher Kameramann.

## Leben
Brinkmann wanderte 1980 in die Vereinigten Staaten ein und studierte von 1981 bis 1985 an der University of Southern California. Nach seinem Abschluss mit Summa Cum Laude gründete er mit zwei Freunden seine Produktionsfirma Cinescope Productions, die fortan Musikvideos, Werbespots und Dokumentationen drehte und produzierte. Mit dem 1987 erschienenen und von Robert Allen Schnitzer inszenierten Filmdrama Kandyland debütierte Brinkmann als Kameramann für einen Spielfilm. Seitdem war er unter anderem als Kameramann für Filme wie Cable Guy – Die Nervensäge, Lügen haben lange Beine und Kings of Rock – Tenacious D zuständig.
Am 4. März 2000 heiratete Brinkmann die 17 Jahre jüngere Schauspielerin Mena Suvari. Die Ehe wurde Ende Mai 2005 geschieden.

## Filmografie (Auswahl)
- 1987: Kandyland
- 1988: U2: Rattle and Hum
- 1992: Steinzeit Junior (Encino Man)
- 1993: Die Beverly Hillbillies sind los! (The Beverly Hillbillies)
- 1996: Cable Guy – Die Nervensäge (The Cable Guy)
- 1996: Lügen haben lange Beine (The Truth About Cats & Dogs)
- 2000: Dumm gelaufen – Kidnapping für Anfänger (Screwed)
- 2001: Sugar & Spice
- 2002: Die Regeln des Spiels (The Rules of Attraction)
- 2002: Mann umständehalber abzugeben oder Scheidung ist süß (Serving Sara)
- 2005: Stephen Tobolowsky's Birthday Party (auch Regie, Produktion, Schnitt)
- 2005: Standing still – Blick zurück nach vorn (Standing Still)
- 2006: Kings of Rock – Tenacious D (Tenacious D in The Pick of Destiny)
- 2008: Das Weihnachtshaus (Christmas Cottage)
- 2011: Beverly Hills Chihuahua 2
- 2011: Movie Star – Küssen bis zum Happy End (Geek Charming, Fernsehfilm)
- 2014: Janette Oke: Die Coal Valley Saga (When Calls the Heart, Fernsehserie)
- 2014: Space Station 76
- 2016: Cinderella Story 4 – Wenn der Schuh passt … (A Cinderella Story: If the Shoe Fits)
- 2018: Zombies
- 2018: Office Uprising
- 2019: Bixler High Private Eye (Fernsehfilm)